# Generaal der Pantsertroepen
Generaal der Pantsertroepen (Duits: General der Panzertruppe) was een rang in de Wehrmacht, het leger van Nazi-Duitsland.  Een Generaal der pantsertroepen was het equivalent van een drie-sterrengeneraal in het Britse leger en het Amerikaanse leger. Hij voerde het bevel over een pantserkorps of een leger.  Hij was hoger in rang dan een luitenant-generaal en lager dan een kolonel-generaal.
De Wehrmacht creëerde deze functie in 1935.  De oprichting van pantser- en gemotoriseerde divisies had in de Wehrmacht de noodzaak doen ontstaan naar generaals, die zich in dit soort van oorlogsvoering hadden gespecialiseerd.  De rang was gelijkwaardig met de reeds bestaande generaal der infanterie, generaal der cavalerie en generaal der artillerie.  Samen met de Generaal der Pantsertroepen werden ook andere rangen in het leven geroepen : generaal der bergtroepen, generaal der genie-troepen en generaal van de verbindingstroepen.
In de Luftwaffe bestonden gelijkaardige rangen, namelijk generaal der vliegeniers, generaal der parachutisten en generaal der verbindingstroepen.

## Bundeswehr
In de Bundeswehr, het huidige Duitse leger, is een generaal der Pantsertroepen geen rang, maar een functie. Hij is een brigadegeneraal, die verantwoordelijk is voor de opleiding van pantsereenheden.

## Generaals der Pantsertroepen van de Wehrmacht
| Naam                                            | Geboortejaar | Overlijdensjaar | Benoeming    | Opmerking                                                                                |
| ----------------------------------------------- | ------------ | --------------- | ------------ | ---------------------------------------------------------------------------------------- |
| Hans-Jürgen von Arnim                           | 1889         | 1962            | 17-12-1941   | per 3-12-1942 bevorderd tot Kolonel-generaal                                             |
| Hermann Balck                                   | 1893         | 1982            | 12-11-1943   |                                                                                          |
| Erich Brandenberger                             | 1882         | 1955            | 01-08-1943   |                                                                                          |
| Hermann Breith                                  | 1892         | 1964            | 13-02-1943   |                                                                                          |
| Hans Cramer                                     | 1896         | 1968            | 01-05-1943   |                                                                                          |
| Ludwig Crüwell                                  | 1892         | 1958            | 17-12-1941   |                                                                                          |
| Karl Decker                                     | 1897         | 1945            | 27-12-1944   |                                                                                          |
| Heinrich Eberbach                               | 1895         | 1992            | 01-08-1943   |                                                                                          |
| Maximilian Reichsfreiherr von Edelsheim         | 1897         | 1994            | 01-12-1944   |                                                                                          |
| Hans-Karl Freiherr von Esebeck                  | 1892         | 1955            | 01-02-1944   |                                                                                          |
| Gustav Fehn                                     | 1892         | 1945            | 01-11-1942   |                                                                                          |
| Ernst Feßmann                                   | 1881         | 1962            | 01-07-1941   |                                                                                          |
| Wolfgang Fischer                                | 1888         | 1943            | 01-04-1943   | postuum                                                                                  |
| Walter Fries                                    | 1894         | 1982            | 01-12-1944   |                                                                                          |
| Hans Freiherr von Funck                         | 1891         | 1979            | 01-03-1944   |                                                                                          |
| Leo Geyr von Schweppenburg                      | 1886         | 1974            | 04-06-1941   |                                                                                          |
| Fritz-Hubert Gräser                             | 1888         | 1960            | 01-09-1944   |                                                                                          |
| Heinz Wilhelm Guderian                          | 1888         | 1954            | 01-11-1938   | per 19-7-1940 bevorderd tot Kolonel-generaal                                             |
| Josef Harpe                                     | 1887         | 1968            | 01-06-1942   | per 20-4-1944 bevorderd tot Kolonel-generaal                                             |
| Sigfrid Henrici                                 | 1889         | 1964            | 01-01-1943   |                                                                                          |
| Traugott Herr                                   | 1890         | 1976            | 01-09-1943   |                                                                                          |
| Alfred Ritter von Hubicki                       | 1887         | 1971            | 01-10-1942   |                                                                                          |
| Hans-Valentin Hube                              | 1890         | 1944            | 01-10-1942   | per 20-4-1944 bevorderd tot Kolonel-generaal                                             |
| Georg Jauer                                     | 1896         | 1971            | 15-03-1945   |                                                                                          |
| Werner Kempf                                    | 1886         | 1964            | 01-04-1941   |                                                                                          |
| Mortimer von Kessel                             | 1893         | 1981            | 01-03-1945   |                                                                                          |
| Friedrich Kirchner                              | 1885         | 1960            | 01-02-1942   |                                                                                          |
| Ulrich Kleemann                                 | 1892         | 1963            | oktober 1944 |                                                                                          |
| Otto von Knobelsdorff                           | 1886         | 1966            | 01-08-1942   |                                                                                          |
| Walter Krüger                                   | 1892         | 1973            | 01-02-1944   |                                                                                          |
| Friedrich Kühn                                  | 1889         | 1944            | 01-04-1943   |                                                                                          |
| Adolf Kuntzen                                   | 1889         | 1964            | 01-04-1941   |                                                                                          |
| Willibald Freiherr von Langermann und Erlencamp | 1890         | 1942            | 01-06-1942   |                                                                                          |
| Joachim Lemelsen                                | 1888         | 1954            | 01-06-1941   |                                                                                          |
| Heinrich Freiherr von Lüttwitz                  | 1896         | 1969            | 01-11-1944   |                                                                                          |
| Smilo Freiherr von Lüttwitz                     | 1895         | 1975            | 01-09-1944   |                                                                                          |
| Oswald Lutz                                     | 1876         | 1944            | 01-11-1935   |                                                                                          |
| Hasso von Manteuffel                            | 1897         | 1978            | 01-09-1944   |                                                                                          |
| Karl Mauss                                      | 1898         | 1959            | 01-04-1945   | benoeming is niet bevestigd                                                              |
| Walter Model                                    | 1891         | 1945            | 01-10-1941   | per 28-2-1942 bevorderd tot Kolonel-generaal per 1-3-1944 bevorderd tot Veldmaarschalk   |
| Walter Nehring                                  | 1892         | 1983            | 01-07-1942   |                                                                                          |
| Friedrich Paulus                                | 1890         | 1957            | 01-01-1942   | per 30-11-1942 bevorderd tot Kolonel-generaal per 30-1-1943 bevorderd tot Veldmaarschalk |
| Georg-Hans Reinhardt                            | 1887         | 1963            | 01-06-1940   | per 1-1-1942 bevorderd tot Kolonel-generaal                                              |
| Erwin Rommel                                    | 1891         | 1944            | 01-07-1941   | per 24-1-1942 bevorderd tot Kolonel-generaal per 2-6-1942 bevorderd tot Veldmaarschalk   |
| Hans Röttiger                                   | 1896         | 1960            | 30-01-1945   |                                                                                          |
| Dietrich von Saucken                            | 1892         | 1980            | 01-08-1944   |                                                                                          |
| Ferdinand Schaal                                | 1889         | 1962            | 01-10-1941   |                                                                                          |
| Rudolf Schmidt                                  | 1886         | 1957            | 01-06-1940   | per 1-1-1942 bevorderd tot Kolonel-generaal                                              |
| Gerhard von Schwerin                            | 1899         | 1980            | 01-04-1945   |                                                                                          |
| Frido von Senger und Etterlin                   | 1891         | 1963            | 01-01-1944   |                                                                                          |
| Georg Stumme                                    | 1886         | 1942            | 04-06-1941   | was eerder per 01-06-1940 Generaal der Cavalerie                                         |
| Horst Stumpff                                   | 1887         | 1958            | 09-11-1944   |                                                                                          |
| Wilhelm Ritter von Thoma                        | 1891         | 1948            | 24-10-1942   |                                                                                          |
| Gustav von Vaerst                               | 1894         | 1975            | 01-03-1943   |                                                                                          |
| Rudolf Veiel                                    | 1883         | 1956            | 01-04-1942   |                                                                                          |
| Heinrich von Vietinghoff                        | 1887         | 1952            | 01-06-1940   | per 1-9-1943 bevorderd tot Kolonel-generaal                                              |
| Nikolaus von Vormann                            | 1895         | 1959            | 01-06-1944   |                                                                                          |
| Walther Wenck                                   | 1900         | 1982            | 06-04-1945   |                                                                                          |